# Pavlice (district de Trnava)
Pour les articles homonymes, voir Pavlice.
Pavlice est un village de Slovaquie situé dans la région de Trnava.

## Histoire
Première mention écrite du village en 1266.

## Démographie

### Évolution de la population
| Année:               | 1994. | 2004.   | 2014.    | 2024.   |
| -------------------- | ----- | ------- | -------- | ------- |
| Nombre de personnes: | 510   | 484     | 533      | 535     |
| Différence:          |       | -5,09 % | +10,12 % | +0,37 % |

| Année:               | 2023. | 2024.   |
| -------------------- | ----- | ------- |
| Nombre de personnes: | 532   | 535     |
| Différence:          |       | +0,56 % |